# Myrteta askoldaria
Myrteta askoldaria là một loài bướm đêm trong họ Geometridae.